# Quantengruppe
Als Quantengruppe bezeichnet man in der mathematischen Gruppentheorie eine bestimmte Gattung von Hopf-Algebren, nämlich Quantisierungen (d. h. nicht-triviale Deformationen) der einhüllenden Hopf-Algebren von halbeinfachen Lie-Algebren. Alternativ kann man Quantengruppen als Deformationen von der Algebra der regulären Funktionen auf algebraischen Gruppen betrachten.
Der Begriff wurde im Rahmen der International Congress of Mathematicians 1986 in Berkeley von dem ukrainisch-US-amerikanischen Mathematiker Vladimir Drinfeld geprägt. Unabhängig von ihm wurden sie um die gleiche Zeit von dem japanischen Mathematiker Michio Jimbō gefunden.

## Beispiel
Die einfachste Quantengruppe ist {\displaystyle U_{q}({\mathfrak {sl}}(2))}. Dies ist die Algebra, die von den Variablen {\displaystyle K}, {\displaystyle K^{-1}}, {\displaystyle E} und {\displaystyle F} erzeugt wird und in der die Relationen
{\displaystyle KK^{-1}=K^{-1}K=1},
{\displaystyle KEK^{-1}=q^{2}E},
{\displaystyle KFK^{-1}=q^{-2}F},
{\displaystyle [E,F]={\frac {K-K^{-1}}{q-q^{-1}}}}
gelten.
Die Hopfalgebra-Struktur ist gegeben durch
{\displaystyle \Delta (E)=1\otimes E+E\otimes K},
{\displaystyle \Delta (F)=K^{-1}\otimes F+F\otimes 1},
{\displaystyle \Delta (K)=K\otimes K},
{\displaystyle \Delta (K^{-1})=K^{-1}\otimes K^{-1}},
{\displaystyle \epsilon (E)=\epsilon (F)=0},
{\displaystyle \epsilon (K)=\epsilon (K^{-1})=1},
{\displaystyle S(E)=-EK^{-1}},
{\displaystyle S(F)=-KF},
{\displaystyle S(K)=K^{-1}},
{\displaystyle S(K^{-1})=K}.
{\displaystyle E} und {\displaystyle F} sind folglich schiefprimitiv, und {\displaystyle K} und {\displaystyle K^{-1}} sind gruppenartig.

### Universelle einhüllende AlgebraU(sl(2)){\displaystyle U({\mathfrak {sl}}(2))}
{\displaystyle U_{1}({\mathfrak {sl}}(2))} ist in dieser Form nicht definiert, da man dabei durch 0 teilen müsste. Es ist jedoch möglich, die Definition mit Hilfe einer weiteren Variable {\displaystyle L} so zu formulieren, dass dies möglich ist.
{\displaystyle KK^{-1}=K^{-1}K=1},
{\displaystyle KEK^{-1}=q^{2}E},
{\displaystyle KFK^{-1}=q^{-2}F},
{\displaystyle [E,F]=L}
{\displaystyle (q-q^{-1})L=K-K^{-1}}
{\displaystyle [L,E]=q(EK+K^{-1}E)}
{\displaystyle [L,F]=-q^{-1}(FK+K^{-1}F)}
In dieser Form ist {\displaystyle U_{1}({\mathfrak {sl}}(2))} wohldefiniert und hängt eng mit der universellen einhüllenden Algebra {\displaystyle U({\mathfrak {sl}}(2))} zusammen. Es gilt nämlich
{\displaystyle U_{1}({\mathfrak {sl}}(2))/(K-1)\cong U({\mathfrak {sl}}(2))},
wobei {\displaystyle E} auf {\displaystyle X}, {\displaystyle F} auf {\displaystyle Y} und {\displaystyle L} auf {\displaystyle H} abgebildet wird.